# Heikinsilta
Heikinsilta är en gångbro i Haapamäki, i kommunen Keuru i Mellersta Finlands landskap i Finland. Bron byggdes år 1962. Bron går över Haapamäki järnvägsstations bangård, och ansluter stationsbyggnaden och Asematie med Tavaratie på andra sidan bangården. År 2010 skadades bron när kranen på en lastbil krockade in i den.